# Brownsea Island
Brownsea Island est la plus grande des huit îles de Poole Harbour, Dorset (Angleterre). La plus grande partie est une réserve naturelle et un important habitat d'oiseaux. L'île est ouverte au public mais le flux de visiteurs est régulé.

## Histoire
L'île est fortifiée par Henri VIII d'Angleterre et devient une place forte pour le parlement pendant la guerre civile anglaise. Le château est partiellement détruit par un incendie au XIXe siècle.

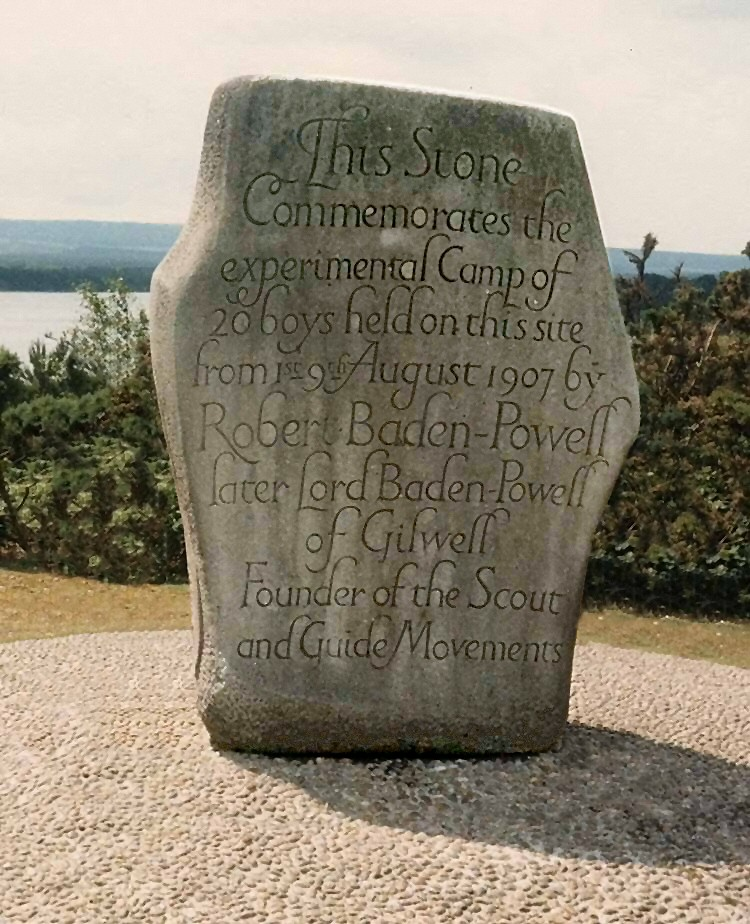
Pierre sur Brownsea Island commémorant le premier camp scout.

Le 29 juillet 1907, Robert Baden-Powell organise le premier camp scout avec 20 garçons.
Pendant la Seconde Guerre mondiale des lumières sont placées sur l'île à la nuit tombée. L'objectif est de leurrer les bombardiers ennemis et ainsi protéger les villes de Poole et Bournemouth, les camps militaires de Purbeck et l'importante base navale de l'île de Portland. De nombreux cratères subsistent et sont des niches pour des formes de vies rares.

## Biologie
C'est un des rares endroits du Sud de l'Angleterre où subsistent des écureuils roux, les écureuils gris (introduits et devenus ailleurs invasifs au détriment de l'écureuil roux) n'ayant jamais été introduits sur l'île. Différents habitats existent dont un lagon salin, un marais salant, deux lacs d'eau douce, une forêt de pins et un arboretum.
Cependant en 2016 Avanzi et al. ont découvert via des études génomique, histopathologiques et de la sérologiques que les excroissances verruqueuses de la face et des extrémités de plus en plus souvent trouvées chez l'écureuil roux, notamment sur l'île Brownsea étaient dues à un variant du bacille de la lèpre (Mycobacterium leprae issue d'une souche humaine médiévale), alors qu'un autre bacille (M. lepromatosis, plus récemment découvert) touche les écureuils roux du reste du Royaume-Uni (Angleterre, Irlande et Écosse). 
Jusqu'alors, seul le tatou (en Amérique) et en particulier le tatou à neuf bandes était considéré comme vulnérable à ce bacille dont on ne pensait qu'il n'attaquait presque que l'être humain.
À la suite de cette découverte, des parasitologues se demandent si cette maladie ne serait pas une zoonose et si d'autres animaux ne sont pas également porteurs du bacille. L'étude de cette maladie peut-être émergente de l'écureuil pourrait peut-être permettre de mieux comprendre l'écoépidémiologie, la biologie et l'épidémiologie de la lèpre.